# Парциальное давление
Парциа́льное давление (лат. partialis «частичный» от pars «часть») — давление, оказываемое компонентом газовой смеси, при условии удаления других компонентов из занимаемого объёма и сохранении этого объёма и текущей температуры. Общее давление газовой смеси является суммой парциальных давлений её компонентов.
В химии парциальное давление газа в смеси газов определяется так, как указано выше. Парциальное давление газа, растворённого в жидкости, является парциальным давлением того газа, который образовался бы в фазе газообразования в состоянии равновесия с жидкостью при той же температуре. 
Парциальное давление газа измеряется как термодинамическая активность молекул газа. Газы всегда будут перетекать из области с высоким парциальным давлением в область с более низким давлением, и чем больше разница, тем быстрее будет поток. Газы растворяются, диффундируют и реагируют в соответствии с их парциальным давлением и необязательно зависят от концентрации в газовой смеси.

## Законы Дальтона парциального давления
Для идеального газа парциальное давление в смеси равно давлению, которое будет оказываться, если бы он занимал тот же объём, что и вся смесь газов, при той же температуре. Причина этого в том, что между молекулами идеального газа по определению не действуют силы притяжения или отталкивания, их соударения между собой и со стенками сосуда абсолютно упруги, а время взаимодействия между молекулами пренебрежимо мало по сравнению со средним временем между столкновениями. Насколько условия реально существующей смеси газов близки этому идеалу. Общее давление смеси равно сумме парциальных давлений каждого газа смеси, как это формулирует закон Дальтона. Например, дана смесь идеального газа из азота (N2), водорода (H2) и аммиака (NH3):
{\displaystyle P=P_{{\mathrm {N} }_{2}}+P_{{\mathrm {H} }_{2}}+P_{{\mathrm {NH} }_{3}}}, где:
{\displaystyle P} = общему давлению в газовой смеси
{\displaystyle P_{{\mathrm {N} }_{2}}} = парциальному давлению азота (N2)
{\displaystyle P_{{\mathrm {H} }_{2}}} = парциальному давлению водорода (H2)
{\displaystyle P_{{\mathrm {NH} }_{3}}} = парциальному давлению аммиака (NH3)

## Смеси идеальных газов
Мольная доля отдельных компонентов газа в идеальной газовой смеси может быть выражена в пределах парциальных давлений компонентов или молей компонентов:
{\displaystyle x_{\mathrm {i} }={\frac {n_{\mathrm {i} }}{n}}={\frac {P_{\mathrm {i} }}{P}}}
и парциальное давление отдельных компонентов газов в идеальном газе может быть получено при использовании следующего выражения:
{\displaystyle P_{\mathrm {i} }=x_{\mathrm {i} }\cdot P}, где:
{\displaystyle x_{\mathrm {i} }} = мольной доле любого отдельного компонента газа в газовой смеси
{\displaystyle P_{\mathrm {i} }} = парциальному давлению любого отдельного компонента газа в газовой смеси
{\displaystyle n_{\mathrm {i} }} = молям любого отдельного компонента газа в газовой смеси
{\displaystyle n} = общему числу молей газовой смеси
{\displaystyle P} = общему давлению в газовой смеси
Мольная доля отдельного компонента в газовой смеси равна объёмной доле этого компонента в газовой смеси.